# 牡丹江市 (中华民国)
牡丹江市是由满洲国政府设置的市，國民政府:188、中華人民共和國政府沿用。1983年，与牡丹江地区实行地市合并，成为地级牡丹江市。在中華民國行政區劃中，做为中華民國公告疆域行政區劃中的56個省轄市之一，保留至2005年。

## 历史
1903年，在此地设東清鐵路牡丹江火车站。后逐步形成城镇，属绥芬厅管辖。1910年，归宁安府管辖。1913年以后，属宁安县管辖。九一八事變后的1932年5月，日军占领牡丹江。
1937年，满洲国政府设立牡丹江省，牡丹江市为省会。同年12月1日，牡丹江市公署成立。当时，牡丹江市划为东区、南区、北区、中区、掖河区、兴隆区、桦林区、谢家区。北区大部分今为爱民区。
1945年八月風暴行動开始，苏联红军遠東第1方面軍所属第一集团军和第五集团军进攻牡丹江市。8月16日黄昏，第一集团军司令部向遠東第1方面軍司令部发出攻占牡丹江城区的战报。中共人员随苏军进入牡丹江市。8月25日，东北抗联干部金光侠、陶雨峰等人组建东北国民军牡丹江卫戍司令部。同一日，中共牡丹江地区工作委员会成立（兼作市委工作），金光侠任书记。9月15日，中共牡丹江地区委员会成立，书记金光侠。
1945年10月13日，李荆璞、譚文邦、張靜之等人抵达牡丹江，同金光侠等人召开秘密会议，研究接管市政府事宜。10月14日，李荆璞在苏联红军支持下武装接管地方政权，成立牡丹江市政府，李荆璞任市长。同时，组建牡丹江地区司令部，司令员李荆璞，政委金光侠，牡丹江卫戍司令部并入牡丹江地区司令部。当时，全市划分为金铃、阳明、工场、西安、新安、长安、七星、兴隆、铁岭、松林、谢家等11个行政区。1947年，属牡丹江省。
1947年6月5日，國民政府公布《東北新省區方案》，其中，牡丹江市为松江省省会。故中華民國內政部在次年编辑的《中華民國行政區域簡表》中，称“核准设置”:187—188。
1948年，中共政权撤销牡丹江省，牡丹江市划入松江省。1954年，撤销松江省，随之划入黑龙江省。1956年起，属牡丹江专区、牡丹江地区。1983年，牡丹江市、牡丹江地区实行地市合并，是为地级牡丹江市。

## 面积、人口
1947年，中華民國內政部编撰的《中華民國行政區域簡表》中，市域面积依据“伪满临时国劳调查速报”为362.70平方公里，人口2?0319人:188。